# Martin, East Lindsey
Martin är en by i civil parish Roughton, i distriktet East Lindsey, i grevskapet Lincolnshire, i England. Byn är belägen 4 km från Horncastle. Martin var en civil parish fram till 1936 när blev den en del av Roughton. Civil parish hade 41 invånare år 1931. Byn nämndes i Domedagsboken (Domesday Book) år 1086, och kallades då Martune.